# 7 Dywizja Lotnicza

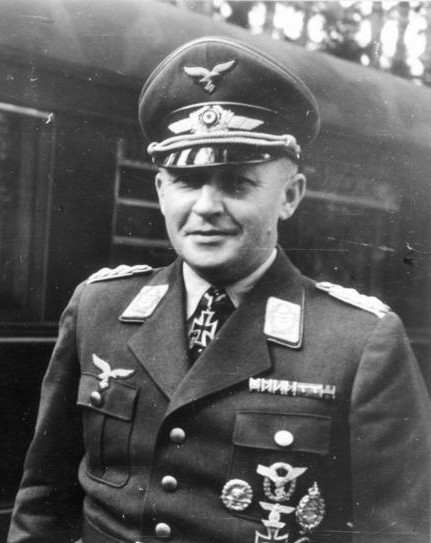
Kurt Student – pierwszy dowódca 7 Dywizji Lotniczej

7 Dywizja Lotnicza (niem. 7. Fliegerdivision) – niemiecka jednostka powietrznodesantowa z okresu II wojny światowej.

## Historia
7. Dywizję Lotniczą utworzono 15 września 1938 roku. Jej dowódcą został generał Kurt Student. Dywizja składała się z oddziałów spadochronowych, piechoty szybowcowej oraz tzw. piechoty powietrznej (przewożonej na pole walki za pomocą samolotów transportowych). Początkowo w skład 7. Dywizji wchodził tylko 1. pułk spadochronowy i  kompanie specjalistyczne.
1 stycznia 1939 roku do 7 Dywizji Lotniczej włączono batalion spadochronowy będący do tej pory podległy pod wojska lądowe. Jednocześnie też rozpoczęto formowanie drugiego pułku spadochronowego, którego dowódcą miał zostać major Richard Heidrich, dotychczasowy dowódca pułku spadochronowego wojsk lądowych. Każdy z pułków miał składać się z trzech batalionów spadochronowych. Do lipca 1939 roku nie osiągnięto pełnej zdolności bojowej – 2. pułk składał się tylko z dwóch batalionów.
We wrześniu 1939 roku jednostki 7. Dywizji Lotniczej brały udział w walkach m.in. w okolicy Woli Gułowskiej i Parczewa. Nie dokonano jednak desantu spadochronowego, a jednostki dotarły na pole walki przewiezione ciężarówkami.
W roku 1940 do walki w Danii i Norwegii skierowano 7 Dywizję. Walczył tam 1. batalion  Fallschirmjägerregiment Nr 1. dowodzony przez majora Erich Walthera. Jego zdaniem było opanowanie lotnisk:  Fornebu koło Oslo, Sola koło Stavangerem i dwa lotniska w Aalborgu oraz opanowanie drogi łączącej wyspy Falster i Zelandię. Z powodu mgły zrezygnowano z desantu na lotnisko Fornebu, inne cele osiągnięto. Dzięki czynnikowi zaskoczenia straty niemieckie były bardzo małe (np. most łączący wyspy Falster i Zelandię zdobyto bez walki).
Żołnierze 7 Dywizji Lotniczej brali także udział w inwazji na Holandię i Belgię. W Belgii wybrano specjalną grupę, której celem było opanowanie czterech celów, m.in. fortu Eben Emael. Natomiast w walkach w Holandii brała udział reszta dywizji (ok. 3 500 spadochroniarzy).
Po upadku Francji uzupełniono straty i podjęto decyzję o rozbudowie dywizji do stanu trzech pułków. Grupę uderzeniową, która zdobywała cele w Belgii zorganizowano w nową jednostkę – Luftlande-Sturm-Regiment. Wprowadzono, też nowe typy uzbrojenia. 7 Dywizję planowano użyć w desancie na Wielką Brytanię, jednakże operację odwołano.
W roku 1941 dywizja wzięła udział w kampanii bałkańskiej, gdzie miała za zadanie opanowanie przesmyku Korynckiego i odcięcie w ten sposób sił alianckich. Do tego zadania skierowano Fallschirmjägerregiment Nr 2. W wyniku tej akcji wzięto do niewoli 10 000 żołnierzy alianckich.
Największą operacją desantową, w jakiej wzięły udział jednostki 7 Dywizji Lotniczej, było lądowanie na Krecie. Dywizję spadochronową wspomagała 5 Dywizja Górska przetransportowana samolotami transportowymi. Lądowanie nie obyło się bez problemów, wcześniejsze bombardowania nie zniszczyły działek przeciwlotniczych. Działka te zestrzeliły wiele szybowców. Ponadto nie wszyscy spadochroniarze wylądowali tak gdzie zamierzano. Część zniosło do morza, inni lądowali na pozycjach nowozelandzkich lub pod ogniem karabinów maszynowych. Na zachodzie zanim lądujący spadochroniarze zdążyli się przegrupować zostali zaatakowani przez nowozelandzką 5 Brygadę Piechoty. Do końca dnia Niemcom nie udało się zająć żadnego z lotnisk. Drugiego dnia gen. Student skoncentrował swoje wysiłki na zdobyciu Maleme, gdzie po zdobyciu lotniska wylądowały oddziały 5 Dywizji Górskiej. Mimo dużych strat Niemcy powoli opanowywali wyspę. Bitwa o Kretę zakończyła się 1 czerwca 1941 roku. Z 22 000 żołnierzy niemieckich biorących udział w operacji 3250 zginęło lub zaginęło, a 3400 zostało rannych. Po zakończeniu bitwy o Kretę 7 Dywizję wysłano do Niemiec, aby żołnierze odpoczęli. Ponadto uzupełniono straty poniesione w operacji Merkury.
We wrześniu 1941 roku w rejon Leningradu przerzucono Fallschirmjägerregiment Nr 1, później przerzucono także Fallschirmjägerregiment Nr 3. Jednostki te walczyły jako zwykła piechota. W późniejszym okresie na front wschodni przerzucono, także i Fallschirmjägerregiment Nr 2. Pułki te walczyły w Rosji na różnych odcinkach frontu do 1943 roku.
Dywizję rozwiązano w roku 1943. Na jej bazie powstała 1 Dywizja Strzelców Spadochronowych, natomiast na podstawie Fallschirmjägerregiment Nr 2 utworzono 2 Dywizję Strzelców Spadochronowych.

## Dowódcy dywizji
- Generalleutnant Kurt Student (1 września 1938 – 16 maja 1940)
- Generalleutnant Richard Putzier (16 maja 1940 – 21 stycznia 1941)
- Generalleutnant Wilhelm Sussmann (21 stycznia 1941 – 20 maja 1941)
- Generalmajor Alfred Sturm (20 maja 1941 – 1 czerwca 1941)
- Generalleutnant Erich Petersen (1 czerwca 1941 – 1 sierpnia 1942)
- Generalleutnant Richard Heidrich (od 1 stycznia 1942 – do rozwiązania)[1]

## Skład
- 1 pułk strzelców spadochronowych (Fallschirmjägerregiment Nr 1) o sile trzech batalionów
- 2 pułk strzelców spadochronowych (Fallschirmjägerregiment Nr 2) o sile dwóch batalionów

W 1941 też:
- 3 pułk strzelców spadochronowych (Fallschirmjägerregiment Nr 3)